# 新泽西鸟属
新泽西鸟属（学名：Novacaesareala）是史前鸟类的一个属。属下包括单一物种亨氏新泽西鸟（Novacaesareala hungerfordi），所知于霍纳斯敦组沉积物发现的部分翅膀化石，时间可能为白垩纪最末期（马斯特里赫特期）或古新世早期（达宁期）。其生存于距今6600至6500万年左右的大西洋西岸，即今天的新泽西州。
新泽西鸟似乎与克氏唳鸟最类似，这是同时期的一种更加神秘的鸟。因此它可能属于唳鸟科。无论如何该物种（还有唳鸟）都貌似是种海鸟，最有可能是鹱形目的近亲和／或并系群“鹈形目”的某个谱系。迈尔与斯科菲尔德（2016年）认为新泽西鸟可能与鹲形目存在亲缘关系，这将使其与现生热带海鸟最为近缘并成为该类群已知最古老的物种。其翅膀结构很像一种名为日尔加鸟的已灭绝热带海鸟，但估计其体型大于任何已灭绝或现存的其它热带海鸟。